# Сазонов, Юрий
Юрий Сазонов (1927 — 25 октября 1942) — юный герой-пионер, партизан Великой Отечественной войны, зверски замучен и расстрелян в станице Даховской 25 октября 1942 года.  

## Биография
Родился в 1927 году в станице Даховской Тульского района (ныне Майкопский район) Северо-Кавказского края. Мама, Зинаида Степановна, работала учителем в школе.
Во время Великой Отечественной войны, в возрасте пятнадцати лет, восьмиклассник Юрий Сазонов присоединился к партизанскому отряду, стал разведчиком отряда «За Сталина». В августе 1942 года, когда станица была оккупирована немецкими войсками, мальчик вместе со своим другом Колей Токаревым ушли к партизанам и стали мстить захватчикам. 
Директор школы, Трофим Иосифович Щербак, помог юным героям и привёл в полевой лагерь бойцов партизанского отряда. Здесь они получили первое задание: разузнать сколько немцев находится в станице и какое количество техники у них в распоряжении. Юра отлично знал окрестность. Юра собирал данные и передавал сведения в отряд. Донесения оставлял в засекреченном месте, о котором знал только он и молодой офицер отряда. 
Школьники постоянно совершали диверсии в отношении немецких солдат и офицеров. Выводили из строя телефонные линии, распространяли листовки с призывом вести борьбу с захватчиками. Клеили даже на дверях немецкой комендатуры и рабочих столах офицеров гитлеровской армии. По указанию командиров добывали поимённые списки пособников немцев и полицаев. 
В один из октябрьских дней 1942 года, Юрий завтракал с мамой. В дом постучали немцы и произвели арест мальчика. В комендатуре Юрий заметил своего друга Колю Токарева. Школьников жестоко пытали, но они не выронили ни единого слова. Их отвезли в Майкоп в гестапо. Там издевались и били. 25 октября 1942 года их вернули в Даховскую, поставили у края наспех вырытой могилы и расстреляли. 
Юру Сазонова захоронили в братской могиле в парке станицы Даховской.

## Память
- На месте захоронения, на братской могиле установлен памятник, на котором имеется изображение и надпись "Юра Сазонов".
- В посёлке Тульский установлен памятник детям-героям Майкопского района. Среди надписей есть и имя Юры Сазонова.
- Памяти мальчика посвящены очерки, известны портреты школьника.